# Iacus

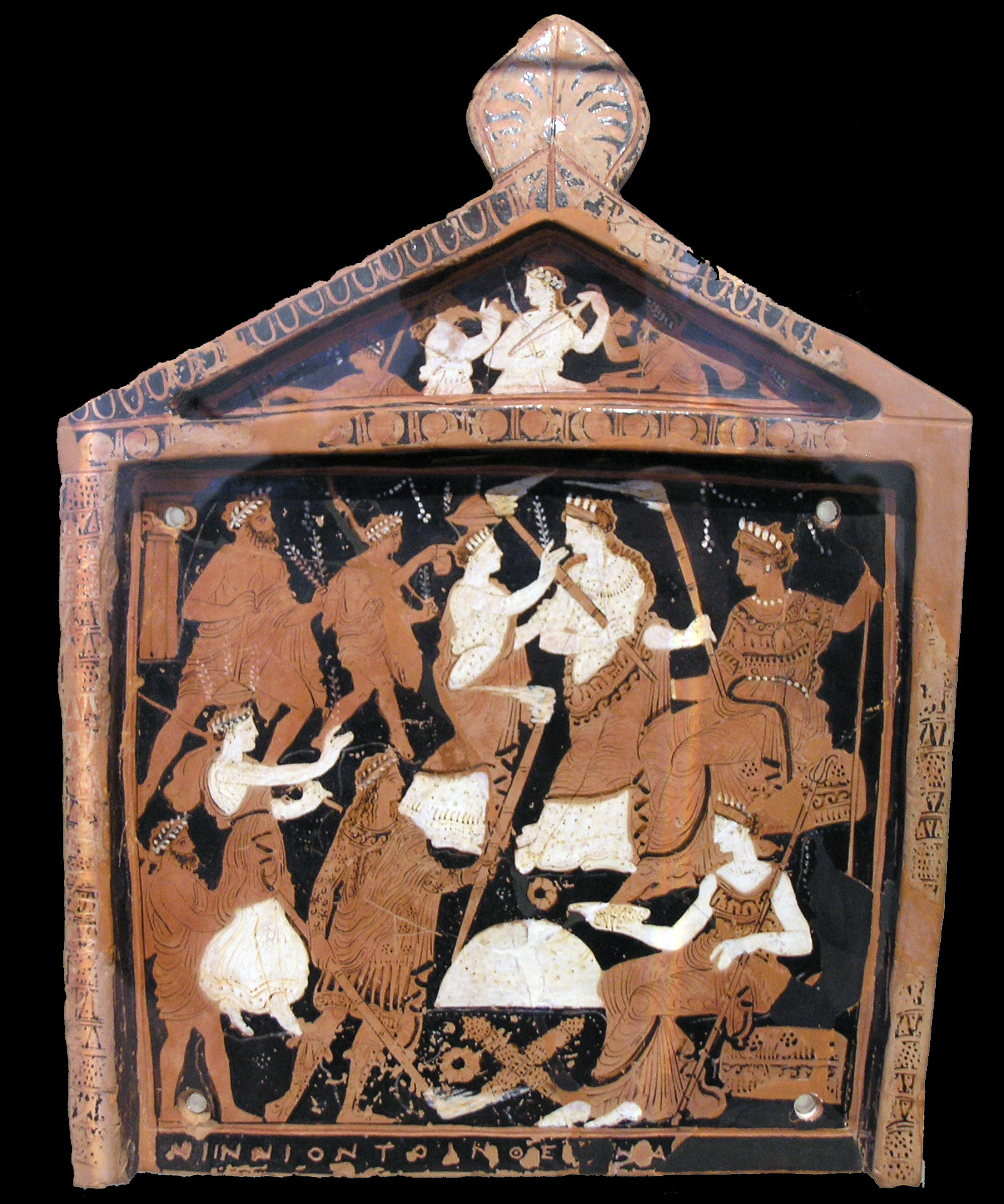
Placa d'argila anomenada tauleta de Ninnion, que es va trobar a l'antic santuari d'Eleusis. Iacus està representat a la segona filera guiant la processó celebrada durant els misteris d'Eleusis

Iacus (en grec: Ἴακχος) era una divinitat menor de la mitologia grega i probablement un sobrenom de Dionís, emprat sobretot en les cerimònies anomenades misteris d'Eleusis. Segurament, es tracta d'un déu anterior amb el qual es va acabar identificant; per a alguns, seria un fill de Zeus i de Demèter (per tant, germà de Persèfone), o bé en altres versions un fill del mateix Dionís i de la nimfa Aura.

## Mitologia
Segons la genealogia mitològica narrada per Nonnos, Iacus era fill de Dionís i d'una verge caçadora que va ser violada per ell, anomenada Aura. Aquesta Aura va donar a llum a dos bessons i en va matar un, però la dea de la caça Àrtemis es va presentar, va impedir la mort de l'altre nen que era Iacus i el va portar a instàncies de Dionís a Eleusis, on les mènades del santuari en van tenir cura. En altres versions era fill de Zeus i Demèter.

## Culte
La seva imatge, que portava una torxa, es custodiava en un temple de Demèter, situat a Pompeion, la porta Santa d'Atenes. Antigament, es feia una processó entre les ciutats d'Atenes i Eleusis en què els participants anaven cantant fins que entraven en èxtasi i finalment exclamaven ἰαχή (iakhé, una paraula relacionada amb Iacus). Durant la processó es transportava l'estàtua de Iacus. També en la mitologia de Demèter surt la torxa, com a element indispensable que aquesta dea va fer servir per buscar de nit i per l'hades la seva filla Persèfone, la qual havia estat raptada.
Alguns autors han vist en el culte a Elusis de Iacus, Demèter i Persèfone, un precedent de la tríada venerada a l'Aventí de Roma.

## En la Literatura
Aristòfanes, en un fragment de la seva comèdia Les granotes, descriu la processó i el cor místic fa servir el nom de Iacus per a referir-se a Dionís. En les tragèdies d'altres autors, Iacus també està equiparat a Dionís i la paraula és emprada com un sobrenom.
El filòsof Plató va descriure un psicopomp en el qual la paraula Iacus es refereix al déu Dionís. En aquesta història, Hermes conduïa les ànimes cap a l'hades i Iacus les portava des de l'inframón fins a la seva reencarnació.
En els himnes òrfics, Iacus és identificat amb altres figures dels mites d'Eleusis diferents de Dionís, com Eubuleus i Disaules, i apareix com un company d'una divinitat anomenada Misa.